# All Time Low
Gli All Time Low sono un gruppo musicale pop punk statunitense formatosi nel 2003 a Towson, nel Maryland.

## Storia del gruppo

### Gli inizi (2003-2004)
Gli All Time Low nascono dalla voglia di Jack Barakat (chitarra) e Marc Shilling (basso e voce) di formare una band per divertimento. Nascono principalmente come cover-band di gruppi come blink-182 e New Found Glory; da un pezzo di una canzone di questi ultimi, Head on Collision, prendono il nome di "All Time Low" (che letteralmente significa "minimo storico"). Ad essi si aggiungono poi il batterista Yanni Giannaros ed in seguito il chitarrista e cantante Alex Gaskarth, che lascia la sua precedente band, i Fire In The Hole. Dopo poco Giannaros verrà rimpiazzato dal batterista Rian Dawson, più adatto al genere a cui si stavano avvicinando, e Marc lascerà il gruppo a causa del poco tempo che dedicava alla band. Viene però rimpiazziato da Chris Cortillio, che porta nella band anche l'amico TJ Ihle alla chitarra. La formazione dura così circa due mesi. In seguito Cortillio e TJ Ihle lasciano la band per suonare nei Pizza Monster, una punk band del Maryland; gli All Time Low si prendono quindi una pausa.

### Il primi EP e album (2005-2010)
In questa momentanea pausa cercano un bassista che possa sostituire Cortillio, e trovano Zack Merrick, con cui cominciano a fare concerti e a farsi un nome. Ben presto la Emerald Moon Records offre loro di registrare un EP, The Three Words to Remember in Dealing with the End, e in seguito un vero e proprio album, The Party Scene, pubblicato nel luglio 2005.
Nel 2006 viene offerto al gruppo un contratto con la Hopeless Records (già famosa per aver partecipato fra gli altri con Dillinger Four, Amber Pacific, Thrice, Avenged Sevenfold) con cui registreranno l'EP Put Up or Shut Up e in seguito l'album So Wrong, It's Right, che verrà pubblicato nel settembre 2007 e li porterà a numerose apparizioni su MTV e a numerosi tour.
Il 9 luglio 2009 la band pubblica il nuovo album Nothing Personal, con la partecipazione in studio di Mark Hoppus e prodotto da Matt Squire, Butch Walker e David Bendeth. Dall'album vengono estratti i singoli Weightless e Damned If I Do Ya (Damned If I Don't), che entrano entrambi nella Bubbling Under Hot 100 e nella Billboard Hot 100.
Gli All Time Low finiscono anche in copertina di prestigiose riviste musicali, come Alternative Press e Rock Sound Italia.
Nel 2010 pubblicano MTV Unplugged, album dal vivo contenente un CD ed un DVD.
Il 17 agosto 2010 è uscito il singolo Actors in versione demo.

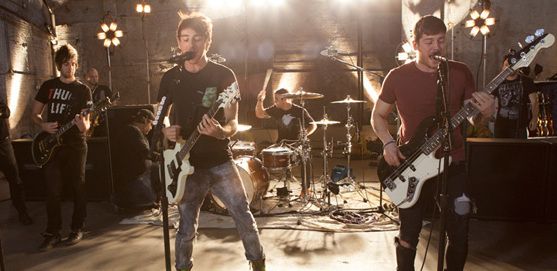
Gli All Time Low durante la loro performance al Walmart Soundcheck nel dicembre 2012.

### Dirty WorkeDon't Panic(2011-2014)
Il 5 aprile 2011 è uscito I Feel Like Dancin', singolo di debutto dell'album Dirty Work, uscito il 7 giugno dello stesso anno per la Interscope Records.
Il 15 novembre 2011 la band ha pubblicato una riedizione della canzone Painting Flowers presente nell'album Almost Alice del film Alice in Wonderland di Tim Burton. In seguito la band lascia la Interscope Records e annuncia l'uscita di un album indipendente.
Il 9 ottobre 2012 viene pubblicato il nuovo album Don't Panic, seguito dal tour "The Rockshow at the end of the World". L'album segna il ritorno della band con la Hopeless Records. La band ha pubblicato quattro singoli estratti dall'album: The Reckless and the Brave, For Baltimore, Somewhere in Neverland e Backseat Serenade.
Il 2 settembre 2013 esce il singolo A Love Like War con la collaborazione di Vic Fuentes, cantante dei Pierce The Veil, estratto dall'album Don't Panic: It's Longer Now! (versione estesa del precedente album, che comprende 4 nuove tracce e 4 brani acustici ed è stato pubblicato il 30 settembre 2013).

### Future Hearts(2015-2016)
Il 7 aprile 2015 esce il loro sesto album, Future Hearts, anticipato dal singolo Something's Gotta Give, pubblicato il 12 gennaio 2015. È stato estratto in seguito un secondo singolo, Kids in The Dark. Durante l'uscita di questo nuovo album, la band afferma:
Dopo così tanti anni di carriera l’intento di una band non può essere altro che crescere, evolversi, perfezionarsi rimanendo però consapevoli della strada da seguire: "sono presenti canzoni acustiche o un po’ più lente, o più elettroniche proprio perché non abbiamo mai provato ad avere momenti del genere nei nostri set e pensiamo sia bello averne” spiega il frontman Alex Gaskarth. In Future Hearts spiccano le collaborazioni di artisti come Mark Hoppus dei Blink-182 e Joel Madden dei Good Charlotte.
Il gruppo ha partecipato al film per la televisione Ciak, si canta, incentrato sulla passione di una ragazza proprio per la band e trasmesso da ABC Family il 3 ottobre 2015.
Il 2 settembre 2016 esce il singolo Take Cover, che anticipa il DVD Straight to DVD II: Past, Present and Future Hearts, pubblicato il 9 settembre 2016.

### Last Young Renegade(2017-2019)
Il 2 giugno 2017 esce il settimo album Last Young Renegade.
L'8 novembre 2019 la band ha pubblicato in formato digitale It's Still Nothing Personal: A Ten Year Tribute, una rivisitazione con nuove registrazioni di Nothing Personal.

### Wake Up, Sunshine(2020)
Il 3 aprile 2020 viene pubblicato l'ottavo album in studio della band Wake Up, Sunshine anticipato a gennaio dello stesso anno dal singolo Some Kind of Disaster, a febbraio dal secondo singolo Sleeping In, a marzo dal terzo singolo Getaway Green. Viene successivamente pubblicato il singolo Monsters in collaborazione con Blackbear; segue una seconda versione del brano a cui partecipa anche Demi Lovato..

### Tell Me I'm Alivee (2021-2023)
A marzo 2021 viene pubblicato il singolo Once in a Lifetime; il 30 luglio segue il singolo PMA, che vede la collaborazione dei Pale Waves. Il 10 settembre collaborano al singolo Ghost Story dei Cheat Codes.
Il 7 ottobre 2022 viene pubblicato il singolo Sleepwalking. Il 21 dicembre escono due versioni Reimagined del brano: una acustica e un remix di Mokita e Goldhouse.
Il 13 gennaio 2023 esce il singolo Tell Me I'm Alive, che anticipa l'omonimo album. Il 14 febbraio esce il singolo Modern Love.
Il 17 marzo esce l'album Tell Me I'm Alive e un video musicale della canzone Calm Down.
Successivamente gli All Time Low collaborano alla traccia Back to You di Illenium, compresa nell'omonimo album uscito il 28 aprile 2023 e al singolo Crashed the Wedding 2.0 dei Busted uscito il 23 giugno. Il 15 settembre esce il singolo Fake As Hell insieme ad Avril Lavigne.

### The Forever Sessions Vol. 1eEveryone's Talking! (2024-presente)
Il 2 agosto 2024 esce una nuova versione, ri-registrata, di Dear Maria, Count Me In, che anticipa un album di rifacimenti intitolato The Forever Sessions Vol. 1 uscito il 23 agosto per la neonata etichetta Basement Noise Records, di loro proprietà, in collaborazione con Photo Finish Records.
Il 17 ottobre 2025 è prevista l'uscita dell'album Everyone's Talking!.

## Stile musicale e influenze
Lo stile musicale degli All Time Low è stato generalmente descritto come pop punk, pop rock, power pop, emo pop, emo e alternative rock. 
Tra le band citate dagli All Time Low come loro influenze ci sono blink-182, Green Day, MxPx, New Found Glory, Saves the Day, e The Get Up Kids.

## Formazione

### Formazione attuale
- Alexander William Gaskarth – voce, chitarra (2003-presente)
- Jack Bassam Barakat – cori, chitarra (2003-presente)
- Zachary Steven Merrick –  cori, basso e chitarra acustica (2003-presente)
- Robert Rian Dawson – batteria e percussioni (2003-presente)

### Ex componenti
- Marc Shilling – batteria (2003)
- Ionnaris "Yanni" Giannaros – voce, basso (2003)
- Chris Cortilello – basso (2003)
- TJ Ihle – chitarra solista, cori (2003)

### In tour
- Bryan Donahue – chitarra ritmica, cori (2013-presente)
- Matt Colussy – chitarra ritmica (2011-2013)
- Matt Flyzik – cori (2006-2013)

## Discografia

### Album in studio

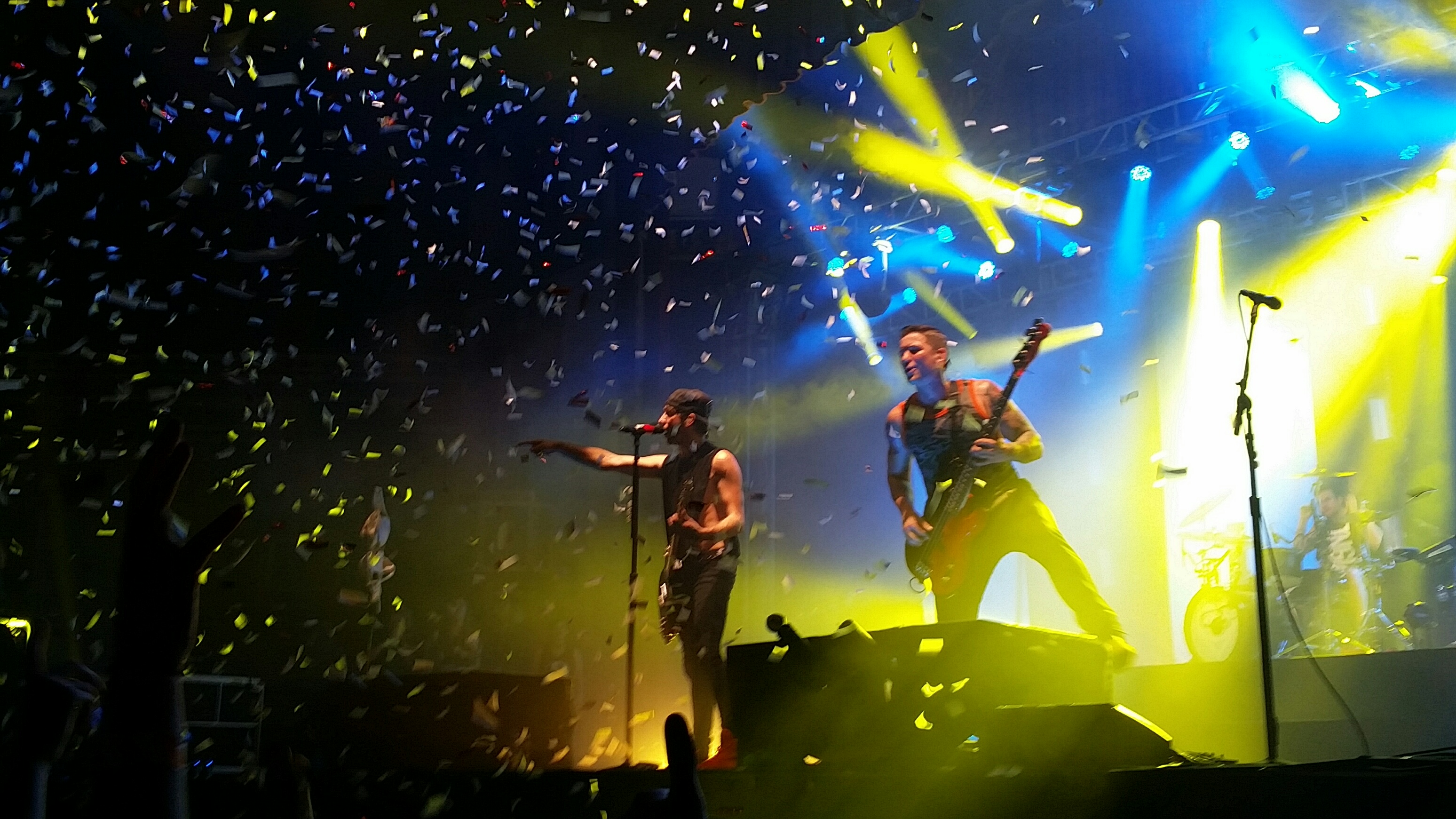
Concerto nel 2015

- 2005 – The Party Scene
- 2007 – So Wrong, It's Right
- 2009 – Nothing Personal
- 2011 – Dirty Work
- 2012 – Don't Panic
- 2015 – Future Hearts
- 2017 – Last Young Renegade
- 2020 – Wake Up, Sunshine
- 2023 – Tell Me I'm Alive

### Album dal vivo
- 2010 – Straight to DVD
- 2016 – Straight to DVD II: Past, Present and Future Hearts

### Raccolte
- 2024 – The Forever Sessions Vol. 1

## Premi e riconoscimenti
| Anno | Premio                         | Categoria                             | Risultato       |
| ---- | ------------------------------ | ------------------------------------- | --------------- |
| 2008 | Kerrang! Awards                | Miglior emergente                     | Candidato/a     |
| 2010 | Alternative Press Music Awards | Album dell'anno – Dirty Work          | Vincitore/trice |
| 2015 | Alternative Press Music Awards | Artista dell'anno                     | Candidato/a     |
| 2015 | Alternative Press Music Awards | Fan più accaniti                      | Candidato/a     |
| 2018 | Rock Sound Awards              | Album dell'anno – Last Young Renegade | Vincitore/trice |